# A' Katīgoria 2016-2017
La A' Katīgoria 2016-2017 (in greco Πρωτάθλημα Α' Κατηγορίας) è stata la 78ª edizione della massima serie del campionato cipriota di calcio. Il campionato è iniziato il 20 agosto 2016 e si è concluso il 21 maggio 2017. L'APOEL ha vinto il titolo per la ventiseiesima volta nella sua storia.

## Squadre partecipanti
| Club                | Città          | Stadio                               | Stagione precedente           |
| ------------------- | -------------- | ------------------------------------ | ----------------------------- |
| AEZ Zakakiou        | Limassol       | Stadio comunale di Zakaki            | 3º posto in Seconda Divisione |
| Anagennīsī Deryneia | Lysi           | Anagennisi Football Ground, Dherynia | 2º posto in Seconda Divisione |
| AEK Larnaca         | Larnaca        | Neo GSZ                              | 2º posto in A' Katīgoria      |
| AEL Limassol        | Limassol       | Stadio Tsirion                       | 7º posto in A' Katīgoria      |
| Anorthōsis          | Famagosta      | Stadio Antōnīs Papadopoulos          | 5º posto in A' Katīgoria      |
| Apollōn Limassol    | Limassol       | Stadio Tsirion                       | 3º posto in A' Katīgoria      |
| APOEL               | Nicosia        | Neo GSP                              | Campione di Cipro             |
| Arīs Limassol       | Limassol       | Stadio Makario (gioca a Nicosia)     | 9º posto in A' Katīgoria      |
| Doxa Katōkopias     | Katōkopia      | Stadio Tasos Marcou Paralimni        | 10º posto in A' Katīgoria     |
| Ermīs Aradippou     | Aradhippou     | Stadio Ammochostos (gioca a Larnaca) | 8º posto in A' Katīgoria      |
| Ethnikos Achnas     | Achna          | Dasaki Stadium                       | 11º posto in A' Katīgoria     |
| Karmiōtissa         | Pano Polemidia | Pano Polemidia Community Stafium     | 1º posto in Seconda Divisione |
| Nea Salamis         | Larnaca        | Stadio Ammochōstos Epistrofī         | 6º posto in A' Katīgoria      |
| Omonia              | Nicosia        | Stadio Neo GSP                       | 4º posto in A' Katīgoria      |

## Stagione regolare

### Classifica
|  | Pos. | Squadra             | Pt | G  | V  | N | P  | GF | GS | DR  |
|  | ---- | ------------------- | -- | -- | -- | - | -- | -- | -- | --- |
|  | 1.   | APOEL               | 62 | 26 | 19 | 5 | 2  | 62 | 16 | +46 |
|  | 2.   | AEK Larnaca         | 58 | 26 | 17 | 7 | 2  | 54 | 19 | +35 |
|  | 3.   | Apollōn Limassol    | 57 | 26 | 17 | 6 | 3  | 56 | 19 | +37 |
|  | 4.   | AEL Limassol        | 51 | 26 | 15 | 6 | 5  | 40 | 22 | +18 |
|  | 5.   | Omonia              | 50 | 26 | 15 | 5 | 6  | 56 | 37 | +19 |
|  | 6.   | Anorthōsis          | 39 | 26 | 10 | 9 | 7  | 39 | 27 | +12 |
|  | 7.   | Ermīs Aradippou     | 35 | 26 | 10 | 5 | 11 | 35 | 41 | -6  |
|  | 8.   | Nea Salamis         | 31 | 26 | 8  | 7 | 11 | 22 | 33 | -11 |
|  | 9.   | Ethnikos Achnas     | 30 | 26 | 8  | 6 | 12 | 42 | 46 | -4  |
|  | 10.  | Karmiōtissa         | 27 | 26 | 7  | 6 | 13 | 30 | 53 | -23 |
|  | 11.  | Arīs Limassol       | 24 | 26 | 6  | 6 | 14 | 30 | 52 | -22 |
|  | 12.  | Doxa Katōkopias     | 20 | 26 | 5  | 5 | 16 | 20 | 38 | -18 |
|  | 13.  | AEZ Zakakiou        | 11 | 26 | 1  | 8 | 17 | 20 | 63 | -43 |
|  | 14.  | Anagennīsī Deryneia | 7  | 26 | 0  | 7 | 19 | 18 | 58 | -40 |

Legenda:
      Ammesse alla poule scudetto
      Ammesse alla poule retrocessione
      Retrocesse in Seconda Divisione
Regolamento:
Tre punti a vittoria, uno a pareggio, zero a sconfitta.

## Poule scudetto

### Classifica finale
|                  | Pos. | Squadra          | Pt | G  | V  | N  | P  | GF | GS | DR  |
| ---------------- | ---- | ---------------- | -- | -- | -- | -- | -- | -- | -- | --- |
| Cipro (bandiera) | 1.   | APOEL            | 80 | 36 | 24 | 8  | 4  | 77 | 24 | +53 |
|                  | 2.   | AEK Larnaca      | 76 | 36 | 22 | 10 | 4  | 66 | 28 | +38 |
|                  | 3.   | Apollōn Limassol | 73 | 36 | 21 | 10 | 5  | 71 | 30 | +41 |
|                  | 4.   | AEL Limassol     | 66 | 36 | 19 | 9  | 8  | 62 | 36 | +26 |
|                  | 5.   | Omonia           | 57 | 36 | 17 | 6  | 13 | 68 | 57 | +11 |
|                  | 6.   | Anorthōsis       | 47 | 36 | 12 | 11 | 13 | 48 | 41 | +7  |

Legenda:
      Campione di Cipro e ammessa alla UEFA Champions League 2017-2018
      Ammesse alla UEFA Europa League 2017-2018
Regolamento:
Tre punti a vittoria, uno a pareggio, zero a sconfitta.
La classifica viene stilata secondo i seguenti criteri:
- Punti conquistati
- Punti conquistati negli scontri diretti
- Differenza reti negli scontri diretti
- Reti realizzate negli scontri diretti
- Reti realizzate fuori casa negli scontri diretti (solo tra due squadre)
- Differenza reti generale
- Reti totali realizzate
- Spareggio (solo per retrocessione e accesso alle poule)

## Poule retrocessione

### Classifica finale
|  | Pos. | Squadra         | Pt | G  | V  | N  | P  | GF | GS | DR  |
|  | ---- | --------------- | -- | -- | -- | -- | -- | -- | -- | --- |
|  | 1.   | Nea Salamis     | 48 | 36 | 14 | 6  | 16 | 51 | 61 | -10 |
|  | 2.   | Ethnikos Achnas | 45 | 36 | 12 | 9  | 15 | 33 | 44 | -11 |
|  | 3.   | Ermīs Aradippou | 43 | 36 | 11 | 10 | 15 | 57 | 66 | -9  |
|  | 4.   | Arīs Limassol   | 41 | 36 | 11 | 8  | 17 | 47 | 65 | -18 |
|  | 5.   | Doxa Katōkopias | 37 | 36 | 10 | 7  | 19 | 40 | 52 | -12 |
|  | 6.   | Karmiōtissa     | 37 | 36 | 10 | 7  | 19 | 47 | 71 | -24 |

Legenda:
      Retrocessa in Seconda Divisione
Note:
Tre punti a vittoria, uno a pareggio, zero a sconfitta.
La classifica viene stilata secondo i seguenti criteri:
- Punti conquistati
- Punti conquistati negli scontri diretti
- Differenza reti negli scontri diretti
- Reti realizzate negli scontri diretti
- Reti realizzate fuori casa negli scontri diretti (solo tra due squadre)
- Differenza reti generale
- Reti totali realizzate
- Spareggio